# Ciudad Lineal

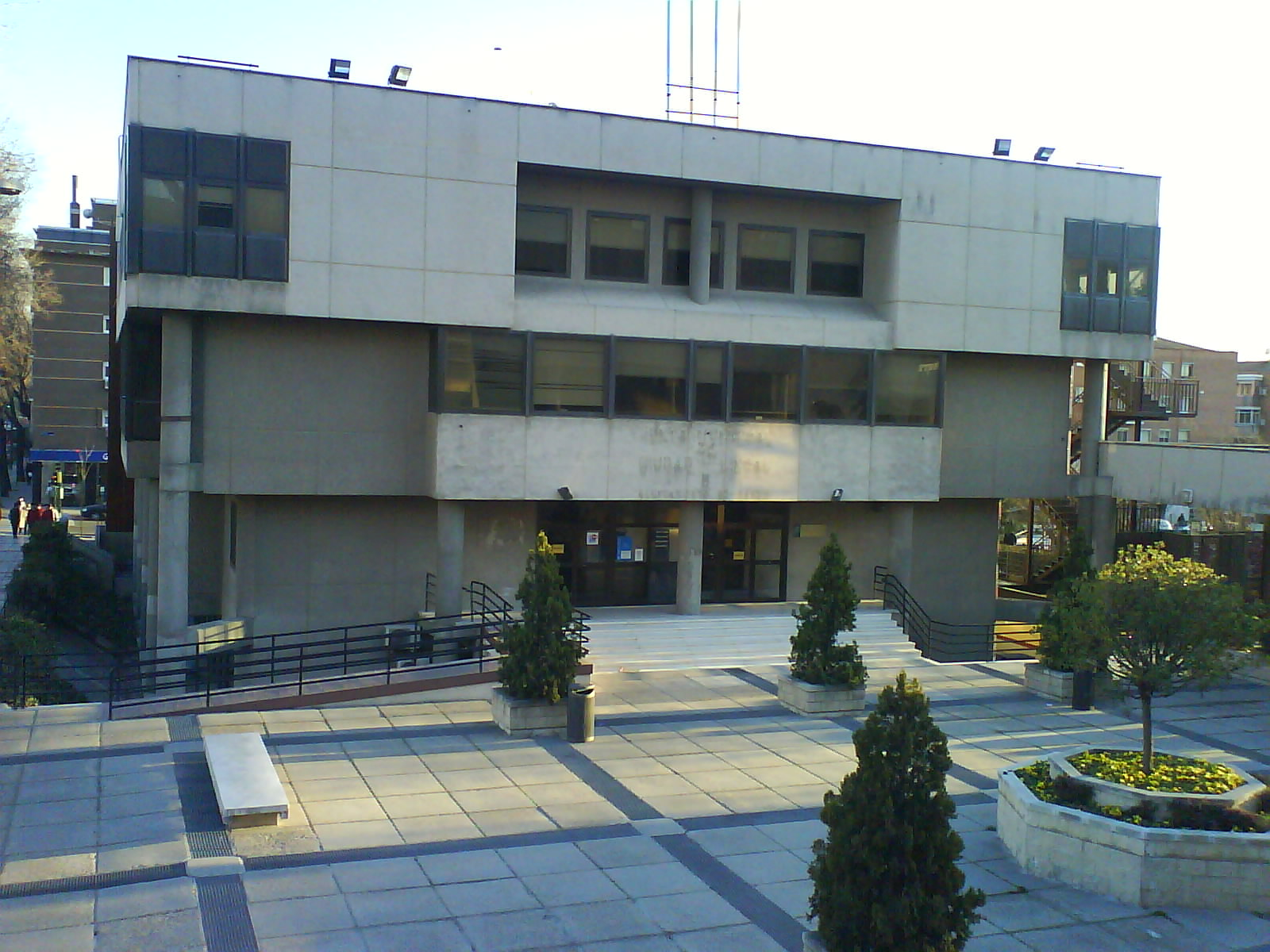
Seu de la Junta Municipal del Districte de Ciudad Lineal, situada al Carrer de los Hermanos García Noblejas.

Ciudad Lineal és el nom d'un districte de Madrid i organitzat administrativament als barris de Ventas (15.1), Pueblo Nuevo (15.2), Quintana (15.3), Concepción (15.4), San Pascual (15.5), San Juan Bautista (15.6), Colina (15.7), Atalaya (15.8) i Costillares (15.9).
Una de les principals propostes per a la perifèria de Madrid va ser la de l'enginyer Arturo Soria, autor del projecte de ciutat lineal de 1886 i precursor de les propostes d'Ebenezer Howard sobre la ciutat jardí que apareixeran amb el canvi del segle xix al xx. Arturo Soria pretenia ruralitzar la ciutat i urbanitzar el camp, la fórmula es concreta en una ciutat allargada que s'expandeix a través d'un eix de comunicació (actualment format pels carrers Arturo Soria i Carrer de los Hermanos García Noblejas), amb tramvia i equipaments bàsics de barri en les seves parades, i amb cases unifamiliars que facilitessin una vida sana i un entorn higiènic. Es va construir només un segment de tot el projecte, que hauria d'envoltar Madrid. Avui la Ciutat Lineal es troba engolida pel complex urbà.

## Demografia
La superfície total del districte és de 1136,6 hectàrees. La població el 2005 era de 231.029 habitants, pel que la densitat era de 205 habitants per hectàrea, una de les més grans de Madrid.
El barri més poblat és el de Pueblo Nuevo, amb una població de 65 000 habitants. El segueixen Ventas con 53 177, Quintana con 26 176, i després Atalaya amb només 1.711 habitants.
|                   | 2001      | 2002      | 2003      | 2004      | 2005      | 2008    |
| ----------------- | --------- | --------- | --------- | --------- | --------- | ------- |
| Ciudad Lineal     | 223.745   | 227.799   | 232.846   | 233.730   | 231.029   | 228.171 |
| Ventas            | 51.868    | 52.549    | 53.578    | 53.877    | 53.177    | 52.003  |
| Pueblo Nuevo      | 62.742    | 64.311    | 65.480    | 65.815    | 65.000    | 65.172  |
| Quintana          | 25.232    | 25.722    | 26.153    | 26.360    | 26.176    | 25.946  |
| Concepción        | 21.570    | 21.992    | 22.203    | 22.385    | 22.093    | 21.952  |
| San Pascual       | 19.969    | 20.180    | 20.635    | 20.603    | 20.412    | 19.682  |
| San Juan Bautista | 12.433    | 12.639    | 13.083    | 13.033    | 12.823    | 12.739  |
| Colina            | 6.006     | 6.013     | 6.254     | 6.356     | 6.277     | 6.224   |
| Atalaya           | 1.676     | 1.668     | 1.692     | 1.696     | 1.711     | 1.651   |
| Costillares       | 22.249    | 22.725    | 23.768    | 23.605    | 23.360    | 22.802  |
| Ciutat de Madrid  | 2.982.926 | 3.043.535 | 3.124.892 | 3.162.304 | 3.167.424 |         |

### Immigració
En 2005 el 15,2% de la població del districte era d'origen estranger, per la qual cosa el restant 84,8% de la població és d'origen espanyol. La comunitat estrangera més important és l'equatoriana, amb 13.550 equatorians habitant en el districte. El seguien la comunitat colombiana amb 3601 veïns, la comunitat peruana amb 2.696 veïns i la romanesa amb 1.814 veïns. A més hi havia un total de 117 ciutadans apàtrides al districte.
La proporció d'immigració era del 15,16%, mentre que la mitjana de la ciutat de Madrid era de 14,30%. Els barris amb majors taxes d'immigració són els de Pueblo Nuevo (18,94%), Ventas (18,17%) i Quintana (18,15%). Per contra, els barris amb menors índexs d'immigració són Costillares amb un 6,07% i San Pascual amb un 7,99%.
| 2005              | Proporció d'estrangeria | Proporció d'immigració total | Proporció d'immigració d'estrangers |
| ----------------- | ----------------------- | ---------------------------- | ----------------------------------- |
| Ciudad Lineal     | 15,16                   | 49,98                        | 13,80                               |
| Ventas            | 18,17                   | 53,15                        | 17,20                               |
| Pueblo Nuevo      | 18,94                   | 53,17                        | 18,19                               |
| Quintana          | 18,15                   | 53,05                        | 16,94                               |
| Concepción        | 15,17                   | 51,36                        | 13,53                               |
| San Pascual       | 7,99                    | 43,46                        | 6,70                                |
| San Juan Bautista | 8,39                    | 41,90                        | 5,22                                |
| Colina            | 9,85                    | 45,67                        | 6,04                                |
| Atalaya           | 12,51                   | 45,59                        | 7,42                                |
| Costillares       | 6,07                    | 40,75                        | 4,01                                |
| Ciutat de Madrid  | 14,30                   | 47,30                        | 12,70                               |

Quant a la distribució de la població segons el sexe, aquesta és molt desigual. Mentre que en el municipi de Madrid les dones representen el 53% de la població, en el districte de Ciutat Lineal representen el 53,6%. El nombre de dones era de 123.893, mentre que el d'homes era de 107.136.
| 2005              | Total     | Homes     | Dones     |
| ----------------- | --------- | --------- | --------- |
| Ciudad Lineal     | 231.029   | 107.136   | 123.893   |
| Ventas            | 53.177    | 24.458    | 28.719    |
| Pueblo Nuevo      | 65.000    | 30.776    | 34.224    |
| Quintana          | 26.176    | 11.775    | 14.401    |
| Concepción        | 22.093    | 9.911     | 12.182    |
| San Pascual       | 20.412    | 9.348     | 11.064    |
| San Juan Bautista | 12.823    | 6.095     | 6.728     |
| Colina            | 6.277     | 2.868     | 3.409     |
| Atalaya           | 1.711     | 758       | 953       |
| Costillares       | 23.360    | 11.147    | 12.213    |
| Ciutat de Madrid  | 3.167.424 | 1.488.791 | 1.678.633 |